# Lepthyphantes minutus
Lepthyphantes minutus là một loài nhện trong họ Linyphiidae. Loài này được phát hiện ở miền Toàn bắc và là loài điển hình của chi Lepthyphantes.
Loài nhện này có kích cỡ từ 3 đến 4,2 mm. Chúng sống ở trong lớp vỏ cây, đôi khi ở các tòa nhà.